# Flugplatz Chomutov

i8
i11
i13
Der Flugplatz Chomutov (ICAO-Code: LKCH) ist ein Flugplatz in der Nähe der Stadt Chomutov im Ústecký kraj in Tschechien. Er wird durch den Aeroklub Chomutov betrieben.

## Lage
Der Flugplatz liegt etwa 3,5 km östlich von Chomutov in den Gebieten der Gemeinden Otvice und Pesvice.

## Flugbetrieb
Der Flugplatz Chomutov ist gemäß der Klassifikation im Luftfahrthandbuch der Tschechischen Republik als öffentlicher nationaler Flugplatz (public domestic aerodrome) und als privater internationaler Flugplatz (private international aerodrome) klassifiziert. Er darf daher von Flügen aus Tschechien und aus dem Schengen-Raum ohne vorherige Genehmigung durch den Betreiber angeflogen werden. Flüge von außerhalb des Schengen-Raums können den Flugplatz hingegen nur nach vorheriger Genehmigung durch den Betreiber anfliegen (PPR).
Der Flugplatz verfügt über eine 1200 m lange und 40 m breite Start- und Landebahn (Richtung 04/22) sowie über eine 830 m lange und 40 m breite Start- und Landebahn (Richtung 14/32), beide aus Gras. Es findet Flugbetrieb mit Flugzeugen bis 5700 kg höchstzulässiger Abflugmasse, Ultraleichtflugzeugen und Segelflugzeugen sowie Fallschirmspringen statt.